# Фьодор Славянски
Фьодор Славянски, на руски Фёдор Миха́йлович Славя́нский, роден през 1817 в Берёзовский Рядок (?), Новгородска губерния, починал през 1876, в Санкт-Петербург е  руски художник от  крепостните селяни, ученик на А. Г. Венецианов, академик от Императорската художествена академия, представител на романтичния академизъм.

## Живот
Фьодор, крепостен на помешчика Андрей Семенски, се ражда вероятно в село Березьовски рядок, в имението на семейство Туганович, Валдайски уезд, Новгородска губерния.
По други данни усадбата на Семенски се е намирала в село Въйшково, Въйшневолодски уезд, Тверска губерния и художникът е роден там.
Художникът рано проявява своя талант, самостоятелно се занимава с иконопис в артела на иконописците. През 1839г.  А. Г. Венецианов кани Фьодор като „зрял художник“ в своята художествена школа в  имение си Сафонково. През същата година Фьодор участва в благотворителна лотария в полза на Санкт- Петербургската детска болница, като предава три свои картини. 
Освободен е от крепостничество около 1840г. със застъпничеството на Венецианов за две хиляди рубли.Венецианов препоръчва да започне занятия в Императорската художествена академия.
Известно време след постъпването си като волнослушател (волноприходящ ученик) в Художествената академия Фьодор получава фамилията „Славянски“. 
Венецианов настоявал Фьодор да получи неговата фамилия- Венецианов, и дори подава официална молба, която обаче бива отклонена. Някои изследователи смятат, че поради това, че първоначално Славянски се наричал Фьодор Михайлович син понякога го бъркат с другия ученик на Венецианов –Михайлов (Г. К. Михайлов). 
Фьодор Славянски се обучава в Художествената академия под ръководството на професорите А.Г. Варнек и А.Т. Марков, но продължава да взема уроци и при Венецианов.
Едновременно с обучението си Славянски и Николай Алексеевич Бурдин(1814—1857), също ученик на Венецианов, започват през1840г. работа в Малката църква на Зимния дворец (1814—1857). Това съобщава Венецианов на Обществото за поощрение на художниците. Тъй като е известна картината на Бурдин, изобразяваща интериора на църквата, по -скоро става въпрос не за стенописи, а за картини с интериора на църквата, чието възстановяване след пожар в Зимния дворец е била завършено година по-рано.
През 1842г. Славянски получава сребърен медал на Академията, през 1845г. – званието „некласен (свободен, т. е. извън таблицата с ранговете) художник“, през 1847г. – втори сребърен медал и особената похвала на Съвета на Академията.
През 1852г. Славянски е определен за кандидат на Императорската художествена академия за картината „На балкона“ и портретите на Бекман (брата на жена му) и на Свечин,(по други данни за картината „На балкона“ и портрет на заслужения ректор В.К.Шебуев). През същата година става член на Академията.
През следващата година получава чина на титулярен съветник, а от 1854г. работи като учител по рисуване в Лесовъдния институт на град Санкт Петербург. В годините 1862-75 е преподавател по  рисуване в девическата гимназия на Василевския остров   и в Петровската женска гимназия в Санкт-Петербург. Дава и частни уроци. 
Получава чин на колежки асессор през 1859., което му дава и правото на дворянство.И така, започвайки Живота си като крепостен селянин, го завършва като дворянин.

## Семейството на художника
Женен за Александра Богдановна Бекман. 
- Братът на жена му — Константин Богданович Бекман — известен учен, професор в Лесовъдния институт, директор на Лисинското  учебно лесничейство в Царскоселски уезд,  Санкт-Петербургска губерния.
- Другият брат на съпругата му- Николай Богданович Бекман – е преподавател в Търговското училище в Санкт Петербург, действителен статски съветник, финансов деятел, член на Английския клуб.
- Синът на художника - Кронид Фьодорович Славянски - е известен акушер- гинеколог.

През своето поприще като художник Фьодор Славянски е рисувал многократно  жена си и родствениците им. 
- Внучката на художника – Олга Кронидовна Славянска, съпруга на изкуствоведа барон Н. Н. Врангел, предава през трийсетте години на 20.век много картини като дар на Руския музей.

Погребан е на Смоленското православно гробище в Санкт Петербург заедно с жена си, дъщерите Лидия и Олга и зет му. Фундаментът на паметника е запазен, но кръстът е изгубен. 

## Наследство
Днес са известни повече от осемдесет творби, пазени в държавни музея и нееднократно показвани на изложби.

## Линкове
- Профиль Ф. М. Славянского на официальном сайте Российской академии художеств
- Семейная история художника